# 闇からの声
『闇からの声』（やみからのこえ）は、NHK「銀河ドラマ」で1970年8月3日から8月7日に放送された連続テレビドラマである。白黒作品。全5回。

## 概要
「銀河ドラマ」第34作。外国作品の翻案ものとしては4作目にあたる。1920年代に英文壇の大家として活躍したイーデン・フィルポッツ晩年の作品。老名探偵と狡猾な犯罪者との心理戦を描くサスペンスドラマ。ヒロイン役には劇団民藝の新人、工藤房子が抜擢された。

## 物語
男爵坂田総一郎のひとり娘佳子は何不自由ない幸福な日々を送っていたが、父の突然の事故死によって天涯孤独の身となり、大野木医師との婚約も破談にされてしまう。父の死に疑念を抱いた佳子は隠退していた名探偵・塙平七の助力で真相を探るうち、父が何者かに殺されていたという事実を掴むが、事件の裏には叔父雄二郎の影が見え隠れしていた。

## キャスト
- 塙平七 ……………… 東野英治郎
- 坂田佳子 …………… 工藤房子
- 山村夫人 …………… 東山千栄子
- 山村安子 …………… 高林由紀子
- 斎藤 ………………… 大滝秀治
- 斎藤ぎん …………… 中北千枝子
- 坂田雄二郎 ………… 松枝錦治
- 土肥原警視総監 …… 田崎潤
- 茂助 ………………… 藤原釜足
- 上杉 ………………… 大森義夫
- 神林 ………………… 宇佐美淳也
- 大野木 ……………… 石田太郎
- 山形屋 ……………… 若宮大祐（若宮忠三郎）
- 頭師孝雄

## スタッフ
- 原作：イーデン・フィルポッツ
- 脚本：宮本研
- 演出：樋口昌弘、松沢健
- 音楽：山内正
- 制作：棚橋昭夫、広江均

## 参考資料
- 「テレビジョンドラマ」（放送映画出版）